# Homorthodes mania
Homorthodes mania là một loài bướm đêm trong họ Noctuidae.